# ماورزيو كياراميتارو
ماورزيو كياراميتارو (بالإيطالية: Maurizio Ciaramitaro)‏ (16 يناير 1982 بباليرمو في إيطاليا - ) هو لاعب كرة قدم إيطالي في مركز الوسط. شارك مع منتخب إيطاليا لكرة القدم للدرجة الثانية ‏. أما مع النوادي، فقد لعب مع كييفو فيرونا ونادي أفيلينو ونادي بارما ونادي باليرمو ونادي بيلينزونا ونادي تشيزينا ونادي ساليرنيتانا ونادي فيتشينزا ونادي ليفورنو ونادي مودينا ونادي طرابنش 1905 ‏.

## روابط خارجية
- ماورزيو كياراميتارو على موقع قاعدة بيانات كرة القدم.إي يو (الإنجليزية)
- ماورزيو كياراميتارو على موقع Soccerway.com (الإنجليزية)
- ماورزيو كياراميتارو على موقع عالم كرة القدم.نت (الإنجليزية)